# Alice's Medicine Show

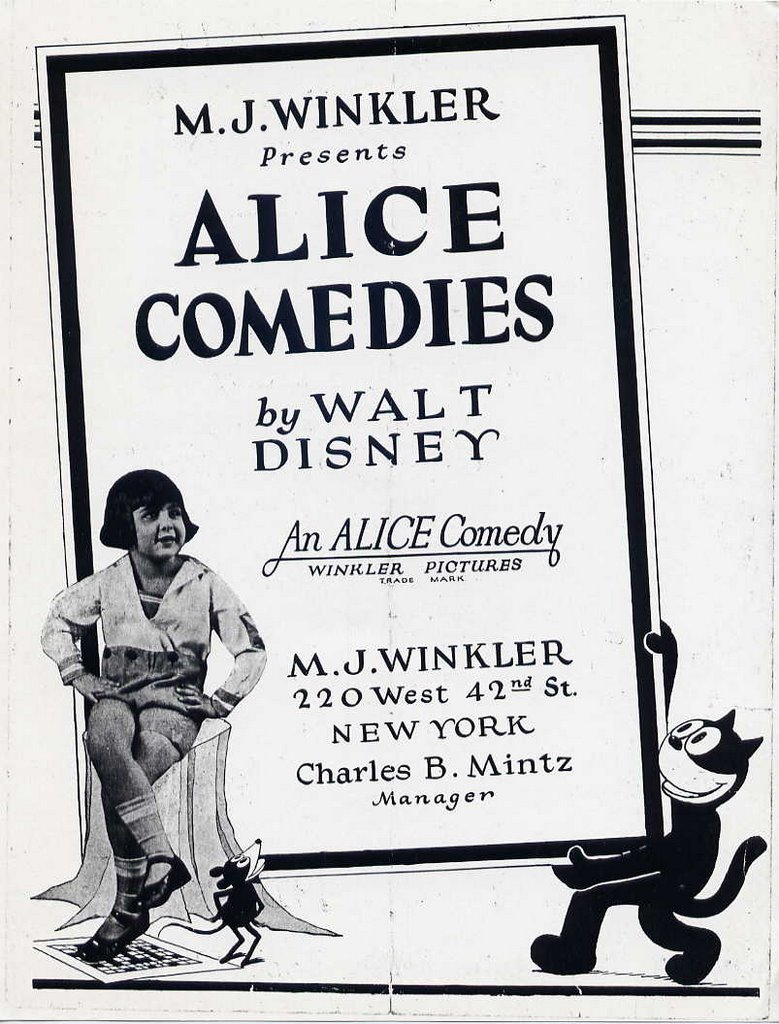
Poster da série Alice Comedies

Alice's Medicine Show é um curta-metragem de animação estadunidense de 1927, lançado como parte da série Alice Comedies.